# Puig de la Feixa Llarga
El Puig de la Feixa Llarga és una muntanya de 1.924,7 metres d'altitud que fa de límit dels termes comunals de Fontpedrosa i de Nyer, tots dos de la comarca del Conflent, a la Catalunya del Nord. Es troba a la zona sud-occidental del terme de Nyer i al sud-est del de Fontpedrosa. És al nord-oest de la Serra Gallinera, a ponent dels Clots de Borgunyà i de la Jaça dels Clots i a llevant dels Bacivers.